# Michał Laskowski (sędzia)
Michał Laskowski (ur. 16 maja 1961 w Poznaniu) – polski prawnik, doktor nauk prawnych, sędzia Sądu Najwyższego, w latach 2016–2020 jego rzecznik prasowy, a w latach 2020–2023 prezes Sądu Najwyższego kierujący Izbą Karną.

## Życiorys
Jest absolwentem II LO im. Generałowej Zamoyskiej i Heleny Modrzejewskiej w Poznaniu. W 1985 ukończył studia prawnicze na Uniwersytecie im. Adama Mickiewicza. Następnie odbył aplikację sędziowską. W 1987 zdał egzamin sędziowski, po czym zajął stanowisko asesora sądowego w Sądzie Wojewódzkim w Poznaniu. Nominację sędziowską otrzymał w 1990. Orzekał w sprawach karnych w Sądzie Rejonowym w Lesznie, a następnie w Sądzie Rejonowym w Poznaniu.
W 1994 otrzymał nominację na Sędziego Sądu Wojewódzkiego w Poznaniu. W 1997 został wiceprezesem tego sądu. W marcu 2001 Prezydent RP powołał go na sędziego Sądu Apelacyjnego w Poznaniu. Będąc sędzią SA, pełnił również funkcję prezesa Sądu Okręgowego. 18 grudnia 2009 Prezydent RP powołał go na sędziego Sądu Najwyższego. Orzeka w Izbie Karnej. Od 2010 do 2016 był jednym z członków Komisji Kodyfikacyjnej Prawa Karnego przy Ministrze Sprawiedliwości. W 2018 uzyskał stopień doktora nauk prawnych.
Od października 2016 do końca kwietnia 2020 był rzecznikiem prasowym Sądu Najwyższego. Zrezygnował z pełnienia funkcji rzecznika prasowego Sądu Najwyższego, wraz z upływem kadencji I prezes prof. Małgorzaty Gersdorf.
Od 26 maja 2020 do 26 maja 2023 pełnił funkcję prezesa Sądu Najwyższego kierującego pracą Izby Karnej.